# مايك ستريكلاند
مايك ستريكلاند (بالإنجليزية: Mike Strickland)‏ هو لاعب كرة قدم كندية أمريكي، ولد في 11 أغسطس 1951.